# ليزا فتاح
ليزا فتاح المولودة في عام 1941 والتي لقت حتفها عام 1992، هي فنانة ألمانية ذات أصول سويدية نشأت وعملت بالعراق.
درست ليزا بأكاديمية الفنون الجميلة بروما وأكاديمية سان فرناندو للفنون الجميلة بمدريد. وأثناء تواجدها في روما، التقت ليزا بالفنان العراقي إسماعيل فتاح وتزوجت منه فيما بعد.
وتوفت ليزا ببغداد عام 1992. وقد تضمّن معرض «كسر الحواجز: فنانات من العالم الإسلامي» لوحة للفنانة ليزا بعنوان «عدوان» التي تتواجد حاليًا ضمن مجموعة المعروضات في المتحف الوطني للفنون الجميلة في الأردن.